# Eleccions legislatives luxemburgueses de 1979
Les eleccions legislatives luxemburgueses de 1979 se celebraren el 10 de juny de 1979, per a renovar els 57 membres de la Cambra de Diputats de Luxemburg. Va vèncer el Partit Popular Social Cristià del Pierre Werner, qui ocupà el càrrec de primer ministre fins al 1984.

## Resultats
| ← Eleccions legislatives luxemburgueses, 1979 → |                                            |      |            |        |            |
| Partit                                          | Partit                                     | %    | Diferència | Escons | Diferència |
|                                                 | Partit Popular Social Cristià (CSV)        | 34,5 | +6,9       | 24     | +6         |
|                                                 | Partit Socialista dels Treballadors (LSAP) | 24,3 | -4,9       | 14     | -3         |
|                                                 | Partit Democràtic (DP)                     | 21,3 | -0,9       | 15     | +4         |
|                                                 | Partit Comunista de Luxemburg (KPL)        | 5,8  | -4,7       | 2      | -3         |
|                                                 | Socialdemòcrates                           | 6,0  | -3,2       | 2      | -3         |
|                                                 | Altres                                     | 8,1  | +7,5       | 0      | =          |
| Total                                           | Total                                      |      |            | 57     | —          |
| Font: Centre Informatique de l'État             |                                            |      |            |        |            |